# Тигода
Тигода (рус. Тигода) река је на северозападу европског дела Руске Федерације. Протиче преко територија Новгородске и Лењинградске области и лева је притока реке Волхов, те део басена реке Неве и Балтичког мора.
Извире на подручју Тесовских мочвара у северном делу Новгородског рејона код села Огореље, у области Прииљмењске низије. Укупна дужина водотока је 143 km, површина сливног подручја 2.290 km², а просечан проток у средњем делу тока је око 4,3 m³/s.
Најважније притоке су Лизна, Чудља, Сичева, Смердињка, Макарјевскаја, Равањ и Мелевша. На њеним обалама налази се град Љубањ.